# Karl Larenz
Karl Larenz (né le 23 avril 1903 à Wesel, en province de Rhénanie — mort le 24 janvier 1993 à Olching) est un philosophe du droit et juriste allemand national-socialiste, spécialiste du droit civil, de l'école de la jurisprudence des principes. Son œuvre représente une interprétation national-socialiste de la philosophie du droit de Hegel, qui tire parti des énoncés de Hegel reliant l'esprit au sang pour développer une théorie völkisch du droit. 
Auteur des ouvrages Methodenlehre der Rechtswissenschaft (Méthodologie de la Science du Droit) et Lehrbuch des Schuldrechts.
Sa doctrine a notamment influencé Orlando Gomes au Brésil.

## Biographie
Karl Larenz est le fils de Karl Larenz. Il a effectué ses études primaires à Poznań, puis au lycée de Neuwied-sur-Rhin et à Osnabrück, avant de poursuivre après 1915 au Wilmersdorf de Berlin. Après avoir obtenu son diplôme en 1921, Larenz a poursuivi ses études de droit, économie et histoire en 1921-22 à Berlin, où son père vient d'être nommé Président du Sénat de la Cour Administrative. Il a étudié également à Marbourg, Munich et Göttingen. En janvier 1926, il obtient le premier examen d'État à Celle puis le 25 novembre 1926 il devient docteur en droit auprès de la faculté de droit et d'économie de Göttingen avec sa thèse sur Hegel « Hegels Zurechnungslehre und der Begriff der objektiven Zurechnung ».
À partir de 1933, il enseigne à l'université de Kiel, fer de lance des universitées les plus nazifiées sous le IIIe Reich. En 1935, il devient titulaire de la chaire, à la place du philosophe juriste Gerhart Husserl, qui est démis de ses fonctions car étant juif. Larenz côtoie Franz Wieacker, Wolfgang Siebert, Ernst Rudolf Huber, Georg Dahm und Friedrich Schaffstein au sein d'un groupe national-socialiste de jeunes professeurs connus sous le nom de « Kieler Schule (de) », auprès de l'université Christian-Albrecht de Kiel. Larenz est considéré comme un important théoricien en droit civil sous le régime nazi.
À partir de 1934, Larenz devient avec Hermann Glockner rédacteur en chef du « Zeitschrift für Deutsche Kulturphilosophie ». En mai 1937, il rejoint le Parti national-socialiste des travailleurs allemands (NSDAP). Il devient membre du Nationalsozialistischer Rechtswahrerbund (NSRB), l'organistation de juristes du Troisième Reich.
Au cours de la Seconde Guerre mondiale, Larenz a collaboré au projet nazi Aktion Ritterbusch. En 1942, il reçoit une Croix du mérite de guerre de 2e classe (Kriegsverdienstkreuz).
À l'issue de la seconde guerre mondiale, Larenz est interdit d'enseignement à cause de ses activités entre 1933 et 1945. Cependant, à partir de décembre 1949, il retrouve une place à l'université de Kiel. En 1960, il est nommé à l'université de Munich, où il reste jusqu'à sa retraite.

## Travaux et recherches
Après 1945 :
- Lehrbuch des Schuldrechts, 1953 puis 1956
- Allgemeiner Teil des deutschen Bürgerlichen Rechts, 1960
- Methodenlehre der Rechtswissenschaft, Heidelberg 1960,  (ISBN 3-540-59086-2)
- Über die Unentbehrlichkeit der Jurisprudenz als Wissenschaft, Berlin 1966

Avant 1945 :
- Staatsphilosophie avec Günther Holstein, Munich 1933
- Deutsche Rechtserneuerung und Rechtsphilosophie, Tübingen 1934
- Grundfragen der neuen Rechtswissenschaft  avec Georg Dahm, Berlin 1935
- Volksgeist und Recht, in: Zeitschrift für deutsche Kulturphilosophie 1935
- Rechtsperson und subjektives Recht, in: Karl Larenz und andere (Hrsg.), Grundfragen der neuen Rechtswissenschaft, Berlin 1935
- Vertrag und Unrecht: Teil 1 - Vertrag und Vertragsbruch., Hamburg 1936
- Vertrag und Unrecht: Teil 2 - Die Haftung für Schaden u. Bereicherung, Hamburg 1937
- Über Gegenstand und Methode völkischen Rechtsdenkens, Berlin 1938
- Hegelianismus und preußische Staatsidee: Die Staatsphilosophie Joh. Ed. Erdmanns u. d. Hegelbild d. 19. Jh. Hamburg 1940